# Hiat
Un hiat o hiatus és la concurrència de dues vocals successives que pertanyen a dues síl·labes diferents, i que, per tant, no formen diftong. Quan hi ha confusió possible entre un diftong i un hiat, un accent o una dièresi pot marcar el hiat, com ara en les paraules veí o països. El hiat també s'indica en la separació de síl·labes.
Es distingeix entre vocals fortes (a, e, o) i vocals febles (i, u). En català pot haver-hi hiat en els casos següents:
- Dues vocals fortes seguides (po-e-ta, ca-os).
- Una vocal feble i una forta (dic-ci-o-na-ri, con-ti-nu-a-rà).
- Dues vocals que formarien diftong (una forta i una feble), però la segona porta accent (ve-í).
- Dues vocals que formarien diftong (una forta i una feble), però la segona porta dièresi (ve-ïns, pe-ücs).